# ジンセイプロ
株式会社ジンセイプロは、ものまねタレントが数多く所属する芸能事務所である。2000年5月1日設立。

## 概要
谷村新司のものまねで知られるダンシング谷村（別芸名として「今野仁誠（いまの じんせい）」という名義を持っている）が自ら立ち上げた芸能事務所で、代表取締役を本名の「高橋弘」名義で務めている。現在、ものまね部門・俳優部門・タレント部門・文化人部門があり、バラエティ番組・ドラマ・CM・映画などのタレントマネージメントを手掛けている。

## 所属タレント（主なものまねレパートリー）
- ダンシング谷村 （谷村新司・郷ひろみ）他
- 市原利夏 （美空ひばり・小林幸子）他
- ミラクルひかる （業務提携）（宇多田ヒカル・中島美嘉）他
- マーガレットきよし （氷川きよし・米米クラブ）他
- レディーエリカ （MISIA・坂本冬美）他
- ミッション鈴木 （槇原敬之・秦基博）他
- 北風ミシェル（篠原涼子・小柳ゆき）他
- なりきり聖子 （松田聖子）他
- 夜桜冬美 （坂本冬美・石川さゆり）他
- もちだし香織（ELT持田香織・MISIA）
- GO!ピロミ （郷ひろみ）他
- オリーブ48　（AKB48・乃木坂46）他
- とめぞう　（林家正蔵）他
- KONOMI （松本伊代・きゃりーぱみゅぱみゅ）他
- HITOMI （松浦亜弥・森高千里）他
- 美空りはびり （美空ひばり）
- MIHO-KO （TRF・ドリカム）他
- バルーンケースケ　（バルーンアーティスト）
- 青山しゅん（松本潤・Diggy-MO’）
- ゴージャス京子（小林幸子）他

etc...
俳優・女優
- 浅井優
- 井之上 陵
- 岡田朋哉
- 結城 葵
- あゆみ
- 虹色拓郎
- 橋沼翔太

文化人
- 三井三太郎

お笑い
- 都トム（高木払い（トルティーヤ陽平）、可児正）
- パドリング永井
- 橋沼うた
- Mr.ドーナツ伝説 咳暁夫

## かつて所属していたタレント
- ミラクルひかる
- 二輪明宏（在籍中に逝去）